# Les Éparres
Les Éparres – miejscowość i gmina we Francji, w regionie Owernia-Rodan-Alpy, w departamencie Isère.
Według danych na rok 1990 gminę zamieszkiwało 860 osób, a gęstość zaludnienia wynosiła 108 osób/km² (wśród 2880 gmin regionu Rodan-Alpy Les Éparres plasuje się na 863. miejscu pod względem liczby ludności, natomiast pod względem powierzchni na miejscu 1282.).